# ミナルディ・PS03
ミナルディ・PS03（Minardi PS03）は、ミナルディが2003年のF1世界選手権参戦用に開発したフォーミュラ1カー。デザイナーはガブルエル・トレドッツィ。

## 概要
チームはオランダのコンピュータ機器メーカートラスト (Trust) をメインスポンサーとして獲得した。
ドライバーはベテランのヨス・フェルスタッペンと新人ジャスティン・ウィルソンというコンビでスタートし、ウィルソンがジャガーへ移籍すると、第12戦からニコラス・キエーサを起用した。ウィルソンの移籍に関しては、来期のコスワースエンジン供給の確約を条件に成立したものと推測された。
PS03のシャーシは基本的に2年前のPS01を踏襲している。フロントウィングやバージボード、サイドポッド、ディフューザーなどの空力関連部品はシーズン中にも何度かアップデートを行った。
エンジンはアジアテックが撤退したため、コスワース・CR-3エンジンのカスタマー供給を受ける。すでにフォードワークスの最新スペックから3年落ちとなり旧式化していた。
当然マシンのポテンシャルは低く、予選・決勝共に最後尾争いをする羽目になったが、荒れたレース展開では両ドライバーが光る走りを見せることもあった。決勝での最高位は第8戦カナダGPのフェルスタッペンの9位で、惜しくもポイント獲得とはならなかった。
余談だが、この年から予選方式が60分12周以内から1回アタック方式に変わり、予選1回目は前戦のドライバーズランキング順で出走するため、第10戦フランスGPでは濡れた路面がどんどん乾いていくコースコンディションが味方し、19番手出走でソフトタイヤを履いたフェルスタッペンが他よりも3秒早いトップタイムを記録。ミナルディにとって初の暫定ポールポジションを獲得し、チームは歓喜に包まれた。ただし、この結果は予選2回目の出走順を決めるためのものであり、ドライコンディションで行われた予選2回目では最終アタッカーを務めたものの、19番手に終わった。

## スペック

### シャーシ
- シャーシ名 PS03
- 全長 4,548 mm
- 全高 940 mm
- ホイールベース 3,097 mm
- 前トレッド 1,480 mm
- 後トレッド 1,410 mm
- クラッチ AP
- ブレーキキャリパー ブレンボ
- ブレーキディスク・パッド ブレンボ
- ホイール O・Z
- タイヤ ブリヂストン
- ギアボックス ミナルディ製 6速＋リバース1速セミオートマチック/チタン製ケーシング

### エンジン
- エンジン名 コスワース・CR-3
- 気筒数・角度 V型10気筒・72度
- 排気量 2,998cc
- スパークプラグ チャンピオン
- 燃料・潤滑油 非公表

## F1における全成績
(key) （太字はポールポジション）
| 年     | チーム                              | エンジン             | タイヤ | ドライバー       | 1   | 2   | 3   | 4   | 5   | 6   | 7   | 8   | 9   | 10  | 11  | 12  | 13  | 14  | 15  | 16  | ポイント | 順位 |
| ------ | ----------------------------------- | -------------------- | ------ | ---------------- | --- | --- | --- | --- | --- | --- | --- | --- | --- | --- | --- | --- | --- | --- | --- | --- | -------- | ---- |
| 2003年 | ヨーロピアン・ミナルディ コスワース | コスワース・CR-3 V10 | B      |                  | AUS | MAL | BRA | SMR | ESP | AUT | MON | CAN | EUR | FRA | GBR | GER | HUN | ITA | USA | JPN | 0        | NC   |
| 2003年 | ヨーロピアン・ミナルディ コスワース | コスワース・CR-3 V10 | B      | ウィルソン       | Ret | Ret | Ret | Ret | 11  | 13  | Ret | Ret | 13  | 14  | 16  |     |     |     |     |     | 0        | NC   |
| 2003年 | ヨーロピアン・ミナルディ コスワース | コスワース・CR-3 V10 | B      | キエーサ         |     |     |     |     |     |     |     |     |     |     |     | 12  | 13  | 12  | 11  | 16  | 0        | NC   |
| 2003年 | ヨーロピアン・ミナルディ コスワース | コスワース・CR-3 V10 | B      | フェルスタッペン | 11  | 13  | Ret | Ret | 12  | Ret | Ret | 9   | 14  | 16  | 15  | Ret | 12  | Ret | 10  | 15  | 0        | NC   |

## 参照
- 『F1速報 2003総集編』 ニューズ出版、2003年